# Marie de Ponthieu
Marie de Ponthieu (av. 1199-1250) est comtesse de Ponthieu suo jure de 1221 à 1250. Elle est la fille de Guillaume II, comte de Ponthieu, et d'Adèle de France, fille du roi Louis VII.

## Biographie
Elle naît avant le 17 avril 1199.
Probablement sous l'influence de Philippe II Auguste, elle épousa en septembre 1208 Simon de Dammartin (1180-1239), déjà comte d'Aumale. Vers 1211, Simon de Dammartin et son frère Renaud trahirent Philippe Auguste et s'allièrent à Jean sans Terre, roi d'Angleterre. Ils combattirent tous deux à Bouvines, Renaud fut fait prisonnier et Simon s'enfuit et s'exila. Le roi de France s'empara des biens de Simon, ainsi que du Ponthieu lorsque Marie en hérita. Ce n'est qu'en 1220 que Simon fit sa soumission et que les époux purent récupérer leurs domaines. Les deux époux sont cités le 2 mai 1230 lorsqu'il confirment la donation d'une propriété à l'abbaye Notre Dame d'Ourscamp. 

## Mariages et descendance

### Simon de Dammartin
De ce mariage avec Simon de Dammartin naquirent :
- Jeanne (v. 1220 † 1279), comtesse de Ponthieu et d'Aumale, mariée à Ferdinand III, roi de Castille (1199-1252) ;
- Mathilde (1220 † 1257), mariée à Jean, vicomte de Châtellerault ;
- Philippa (av. 1227- ap. 1278), mariée en premières noces à Raoul II d'Exoudun (v. 1207-1246), de la Maison de Lusignan, comte d'Eu ; puis à Raoul II (♰ 1250 à Mansourah), sire de Coucy ; puis à Otton II (♰ 1271), comte de Gueldre, avec Postérité ;
- Marie († après 1279), mariée à Jean II de Pierrepont († 1251), comte de Roucy.

### Mathieu de Montmorency
Veuve, Marie se remarie vers 1240 avec Mathieu de Montmorency (♰ 1250 à la bataille de Mansourah), seigneur d'Atichy, fils de Mathieu II, baron de Montmorency, et de Gertrude de Nesle-Soissons.
Elle meurt en septembre 1250.